# Politehnica Timișoara (2003–2011)
Fotbal Club Politehnica Timișoara – rumuński klub piłkarski z siedzibą w Timișoarze założony w 2003 roku.
Od maja 2007 roku trenerem klubu jest Czech Dušan Uhrin jr. Zastąpił on Alina Artimona, który został zdymisjonowany na koniec sezonu 2006–2007. Przed nimi w klubie pracowali m.in. Cosmin Olăroiu i Gheorghe Hagi.

## Historia
Chronologia nazw:
- 2003–2011: FC Politehnica Timișoara

Klub Politehnica Timișoara w sezonie 2001–02 klub zajął ostatnią, szesnastą lokatę, co równało się ze spadkiem do trzeciej ligi.
W klubie odbył się rozłam. Część klubu z inicjatywy jego działaczy (m.in. byłego reprezentanta Rumunii Antona Doboșa) połączyła się z klubem AEK Bukareszt, który akurat zdobył awans do ekstraklasy; nowy zespół wziął nazwę i kolory starego klubu, nazywał się Politehnica AEK Timișoara i miał swoją siedzibę w Timișoarze.
Druga część na czele z byłym Prezesem Politehniki w latach 1999–2002 Claudio Zambonem w 2003 utworzyła nowy klub FC Politehnica Timișoara, który również kontynuował tradycje i historie klubu.
Zespół występował w Mistrzostwach Okręgu Temesz, uzyskując certyfikat klubu sportowego. Nowy klub kupił od Drăgășani prawo grać od sezonu 2003/04 w Divizia C. W pierwszym sezonie zajął pierwsze miejsce i awansował do Divizia B. Jednak debiut był nieudany - ostatnie 16 miejsce i spadek do trzeciej ligi. W sezonie 2006/07 zespół zajął ostatnie 18 miejsce w Serii II Ligi III i spadł do czwartej ligi.
W 2004 roku rozpoczął się spór pomiędzy włoskim właścicielem FC Politehnica Timișoara Claudio Zambonem i Marianem Iancu, który finansował FCU Politehnica Timișoara na prawa klubu o nazwie Politehnika.
Spór pomiędzy Claudio Zambonem a Marianem Iancu dotarł do Trybunału Arbitrażu Sportowego w Lozannie, który zmusił właściciela FCU Politehnica Timișoara zmienić nazwę i używać innych kolorów. Dlatego w 2007 roku klub Mariana Iancu zmienił nazwę na FC Politehnica 1921 Știința Timișoara. Jednak Trybunał Arbitrażu Sportowego uznał, że nowa nazwa nadal łatwo można pomylić z nazwą klubu z IV ligi, dając termin zmiany nazwy do dnia 30 czerwca 2008 roku, w przeciwnym razie klub nie może uczestniczyć w Pucharze UEFA w sezonie 2007/08. W związku z tym, klub był przemianowany na FC Timișoara i zmienił barwy klubowe na fioletowo-biało-czarne.
W 2011 Trybunał Konstytucyjny Rumunii odrzucił odwołanie dokonane przez Claudio Zambona o uznanie włoskiego biznesmena jako prawowitego właściciela klubu Politehnika i stwierdził, że wszystkie prawa do klubu należą do Uniwersytetu Politechnicznego w Timișoarze.
W lutym 2011 roku Sąd Apelacyjny orzekł, że klub Zambona SC Football Club Politehnica Timisoara SA nie może używać klubowych rekordów, koloru i nazwy, które pozostają własnością klubu piłkarskiego Asociației Fotbal Club Politehnica Timișoara, właścicielem którego jest Marian Iancu i od sezonu 2010–2011 będzie uprawniony do korzystania z nowej nazwy.
Politehnika występowała coraz gorzej, straciła status klubu profesjonalnego i spadła do rozgrywek lokalnych. Występowała w rozgrywkach municypalnych miasta Bukareszta (Liga IV), a w marcu 2011 klub został całkowicie rozwiązany.

## Sukcesy
- mistrz Divizia C: 2004
- 1/64 finału Pucharu Rumunii: 2005

## Stadion
Swoje mecze domowe klub rozgrywał na stadionie Comprest GIM w Bukareszcie, który może pomieścić 600 widzów.